# Bengal Sati Regulation, 1829

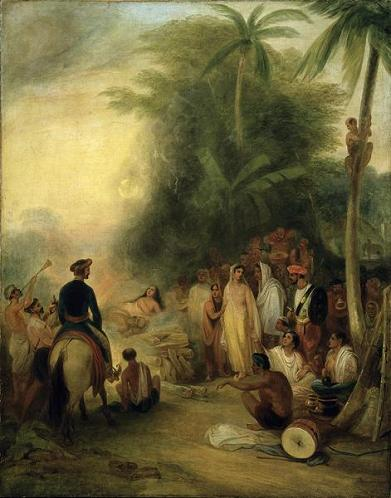
Suttee by James Atkinson

Bengal Sati Regulation, 1829 eller Regulation XVII var en lag som infördes i de delar av Indien som kontrollerades av britterna under Lord William Bentinck, och som förbjöd änkebränning. 
Förbudet har angetts som orsaken till den änkebränningens upphörande i Indien. 